# Diades de Pela
Diades (en griego antiguo Διάδης ο Πελλαίος) fue un ingeniero militar griego de la segunda mitad del siglo IV a. C.. Trabajó en Asia y en el sitio de Tiro (332 a. C.) Discípulo de Polido de Tesalia, colaboró con Carias en el ejército de Alejandro Magno. Fue el autor de un tratado de máquinas de asedio. Construyó torres deambulatorias o helépolas, arietes, ingenios para escalar murallas y tortugas.